# Leucospis latifrons
Leucospis latifrons is een vliesvleugelig insect uit de familie Leucospidae. De wetenschappelijke naam is voor het eerst geldig gepubliceerd in 1890 door Schletterer.